# Ulica Piotra Michałowskiego w Krakowie
Ulica Piotra Michałowskiego – ulica w Krakowie, w dzielnicy I Stare Miasto, na Piasku. Przebiega od ulicy Karmelickiej w kierunku południowo-zachodnim do skrzyżowania z ulicami Czarnowiejską i Dolnych Młynów.
Ulicę wytyczono pod koniec XIX wieku. Pierwotnie nazywana była ulicą Graniczną, ze względu na jej położenie na ówczesnych obrzeżach miasta, blisko jego administracyjnych granic. Obecną nazwę ulica uzyskała w 1913 roku. Upamiętnia krakowskiego malarza, Piotra Michałowskiego, fundatora znajdującego się nieopodal, przy ulicy Karmelickiej, Zakładu Św. Józefa dla Osieroconych Chłopców.

## Zabudowa
Zabudowę ulicy stanowią przeważnie powstałe w latach 90. XIX i na początku XX wieku kamienice czynszowe w stylach historyzujących.
- ul. Michałowskiego 1 (ul. Karmelicka 44) – Kamienica. Projektowali Tadeusz Stryjeński, Józef Pokutyński, 1895.
- ul. Michałowskiego 2 (ul. Karmelicka 42) – Kamienica w stylu eklektycznym. Projektował Władysław Ekielski, ok. 1895.
- ul. Michałowskiego 3 – Kamienica w stylu historyzmu o dekoracji fasady nawiązującej do form tzw. „renesansu północnego”. Projektował Kazimierz Zieliński, 1898–1899.
- ul. Michałowskiego 4 – Kamienica o cechach architektury neogotyckiej. Projektował Kazimierz Zieliński, 1903–1904.
- ul. Michałowskiego 5 – Kamienica w stylu historyzmu. Projektował Aleksander Biborski, 1895.
- ul. Michałowskiego 6 – Kamienica w stylu secesyjnym. Projektował Beniamin Torbe, 1905.
- ul. Michałowskiego 7 – Kamienica w stylu historyzmu. Projektował Ignacy Hercok, 1896.
- ul. Michałowskiego 8–10 – Kamienica, wzniesiona dla Maurycego i Amalii Waldmannów. Projektował Beniamin Torbe, 1899–1900. Od 1901 roku kamienica mieściła filię CK Szkoły Realnej, obecnie szkoła podstawowa.
- ul. Michałowskiego 9 (ul. Kochanowskiego 9) – Kamienica w stylu historyzmu, wzniesiona w latach 1899–1901 dla A. Czarnowskiego (inicjały wplecione w balustradę balkonu). W późniejszym czasie budynek stanowił własność Zofii i Ludwika Piotrowiczów, w testamencie zapisany Uniwersytetowi Jagiellońskiemu. Klatkę schodową kamienicy zdobią malowidła „pompejańskie”.
- ul. Michałowskiego 11 (ul. Kochanowskiego 8) – Kamienica w stylu historyzmu. Wzniesiona w 1895 roku.
- ul. Michałowskiego 12 (ul. Kochanowskiego 7) – Kamienica. Projektował Kazimierz Zieliński, 1902. Obecnie budynek Collegium Medicum Uniwersytetu Jagiellońskiego, siedziba Wydziału Nauk o Zdrowiu.
- ul. Michałowskiego 13 – Kamienica w stylu historyzmu o rzeźbionej dekoracji fasady, wzniesiona dla J. Kozika. Projektował Karol Scharoch, 1895.
- ul. Michałowskiego 14 (ul. Kochanowskiego 6) – Kamienica, wzniesiona na początku XX wieku, o surowej, modernistycznej fasadzie z dekoracją z białych cegieł. Pierwotnie siedziba CK Głównego Urzędu Podatków i CK Ewidencji Katastru.
- ul. Michałowskiego 15 – Kamienica w stylu historyzmu. Wzniesiona ok. 1898 roku. Poddasze kamienicy zostało przebudowane wg projektu Józefa Pokutyńskiego na pracownię malarską, użytkowaną m.in. przez Stanisława Górskiego.

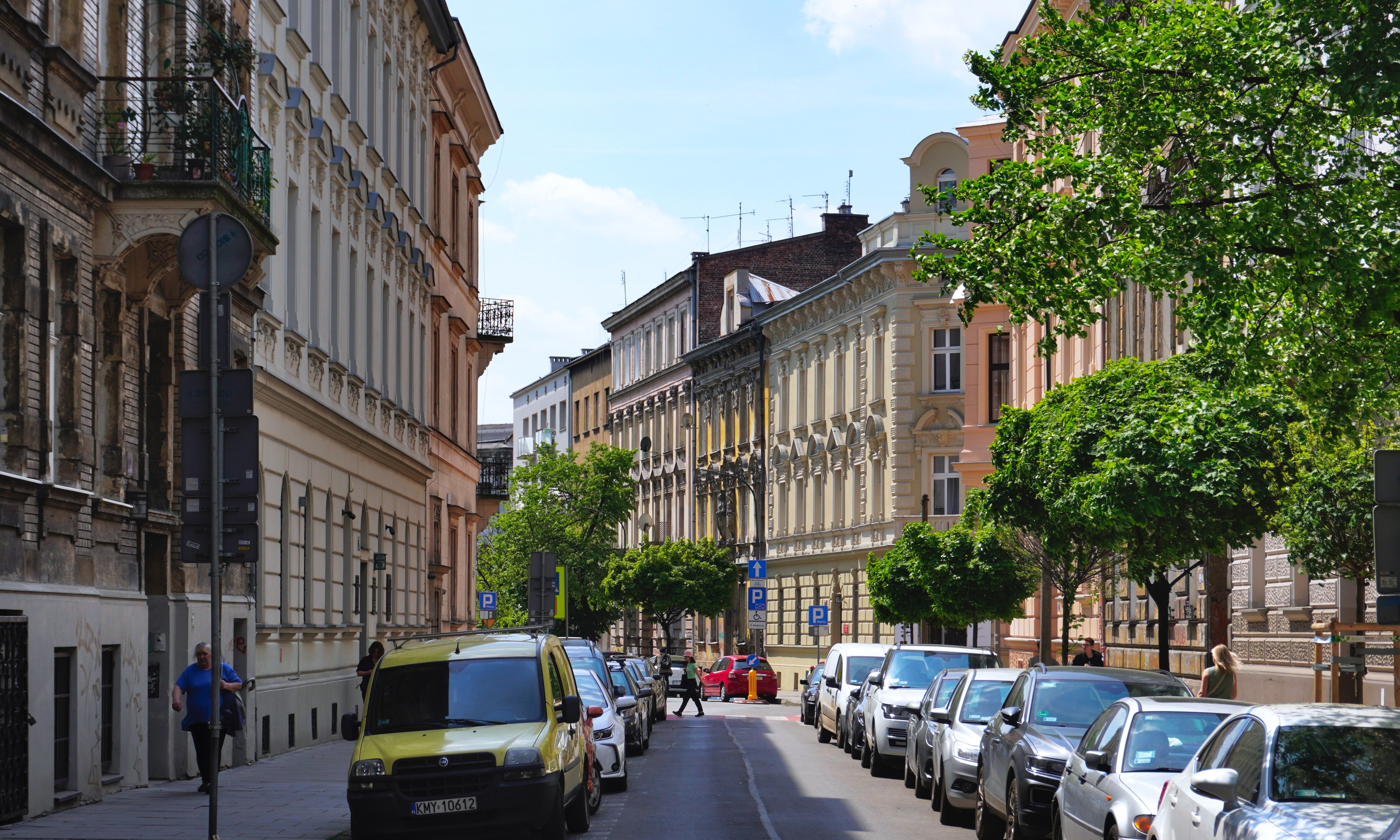
Widok na południowy zachód, od skrzyżowania z ul. Karmelicką
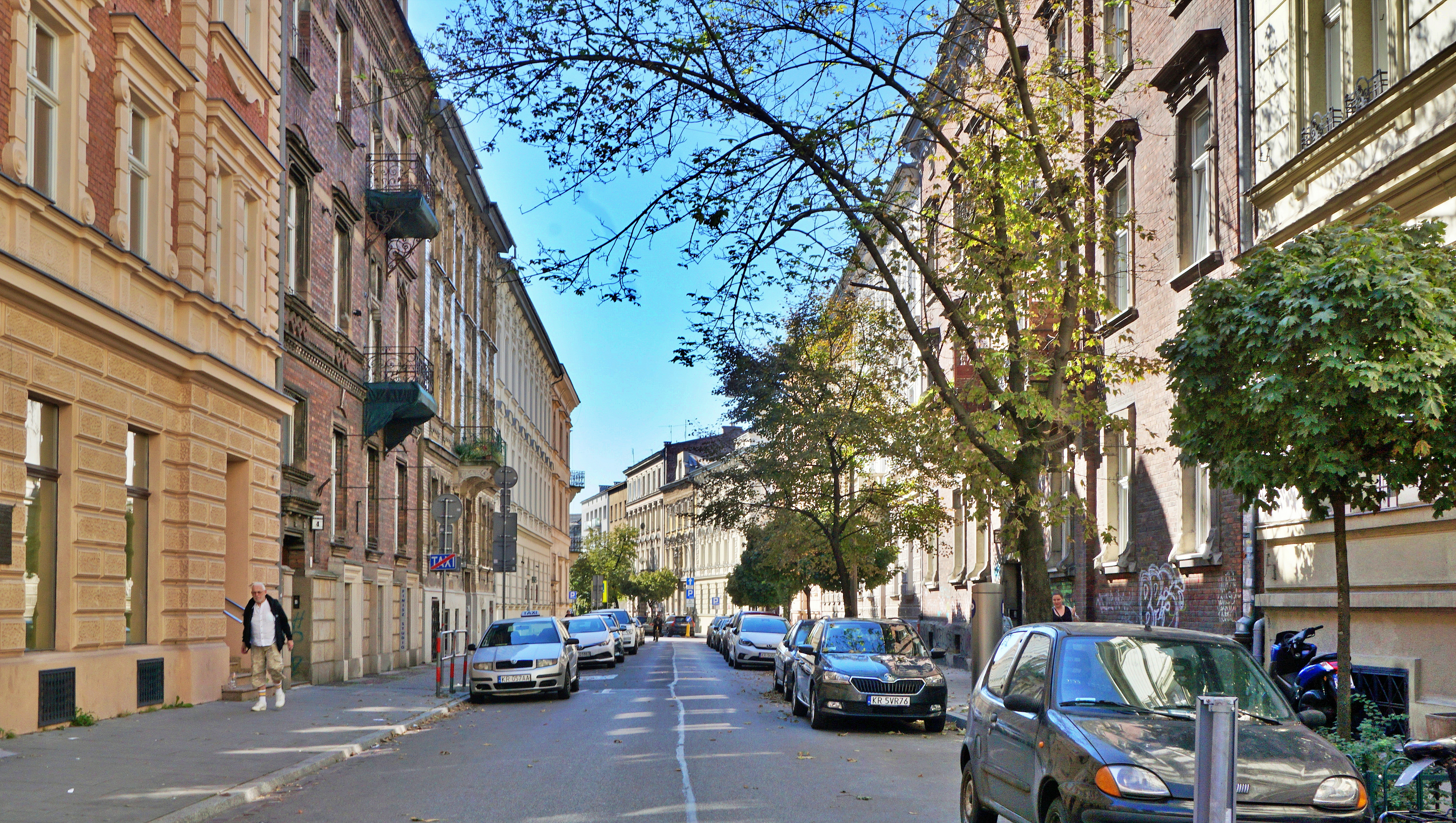
Widok na południowy zachód (2024)
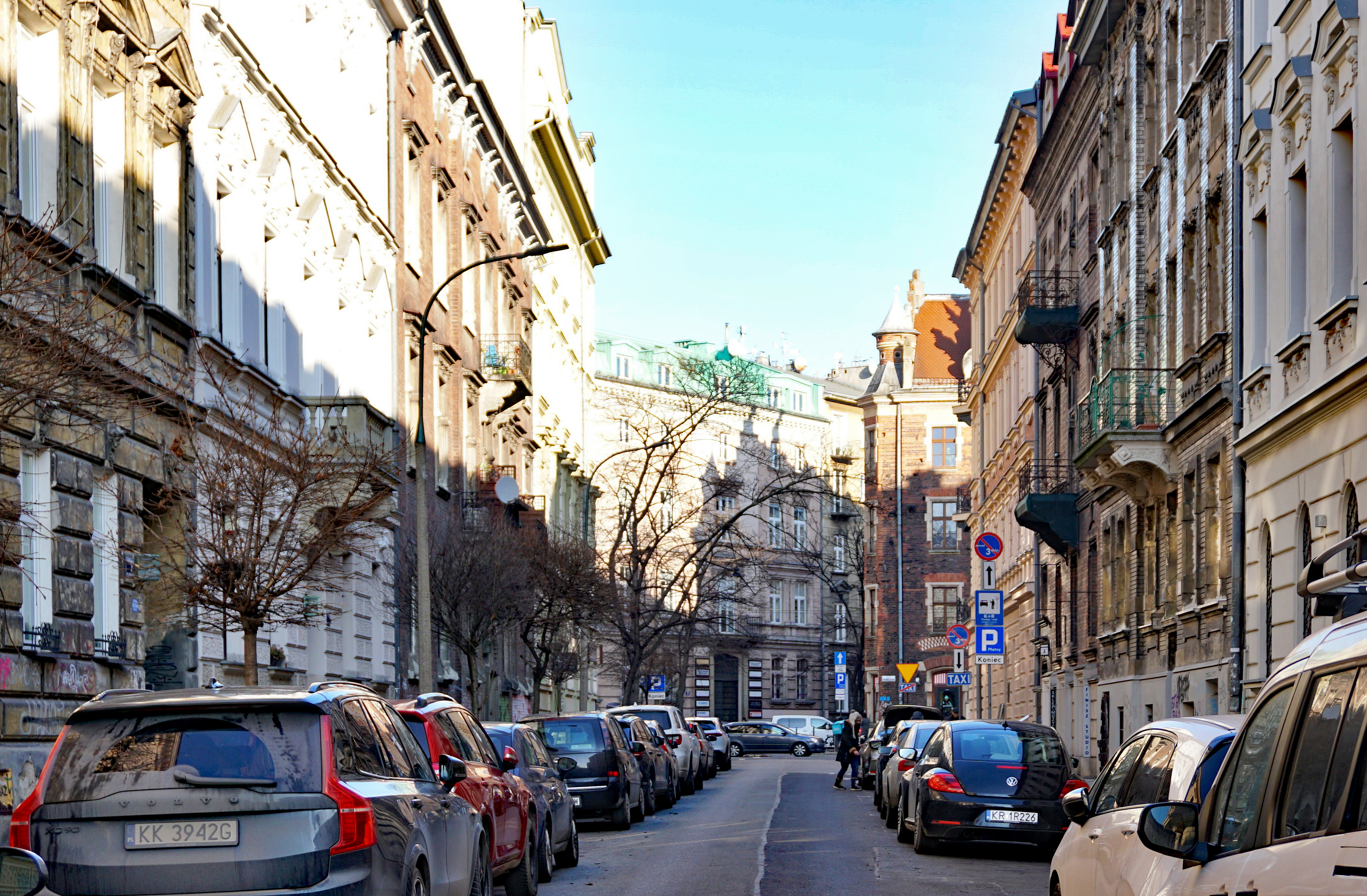
Widok na północny wschód w kierunku ulicy Karmelickiej
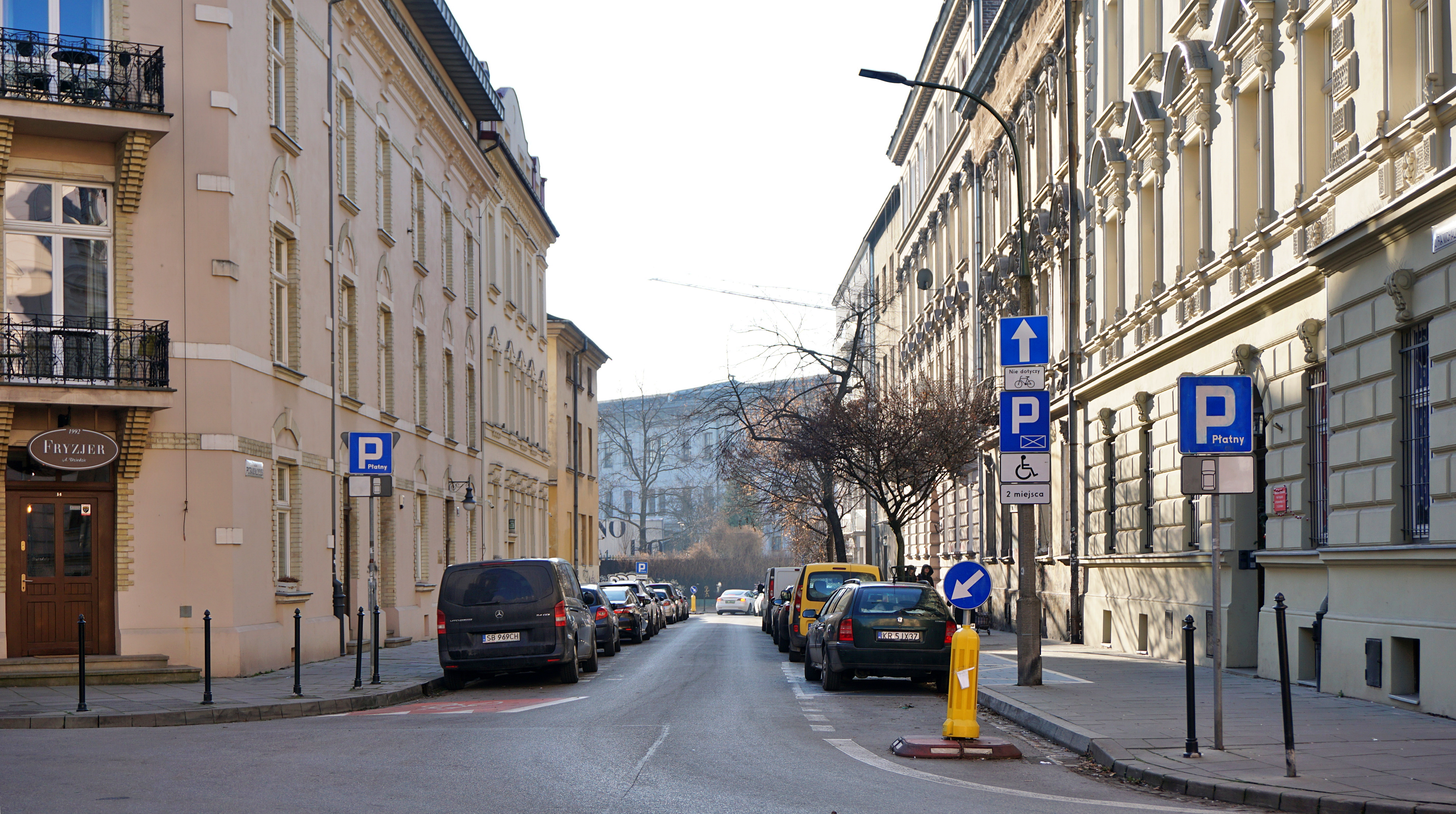
Widok na południe na skrzyżowaniu z ulicy Jana Kochanowskiego
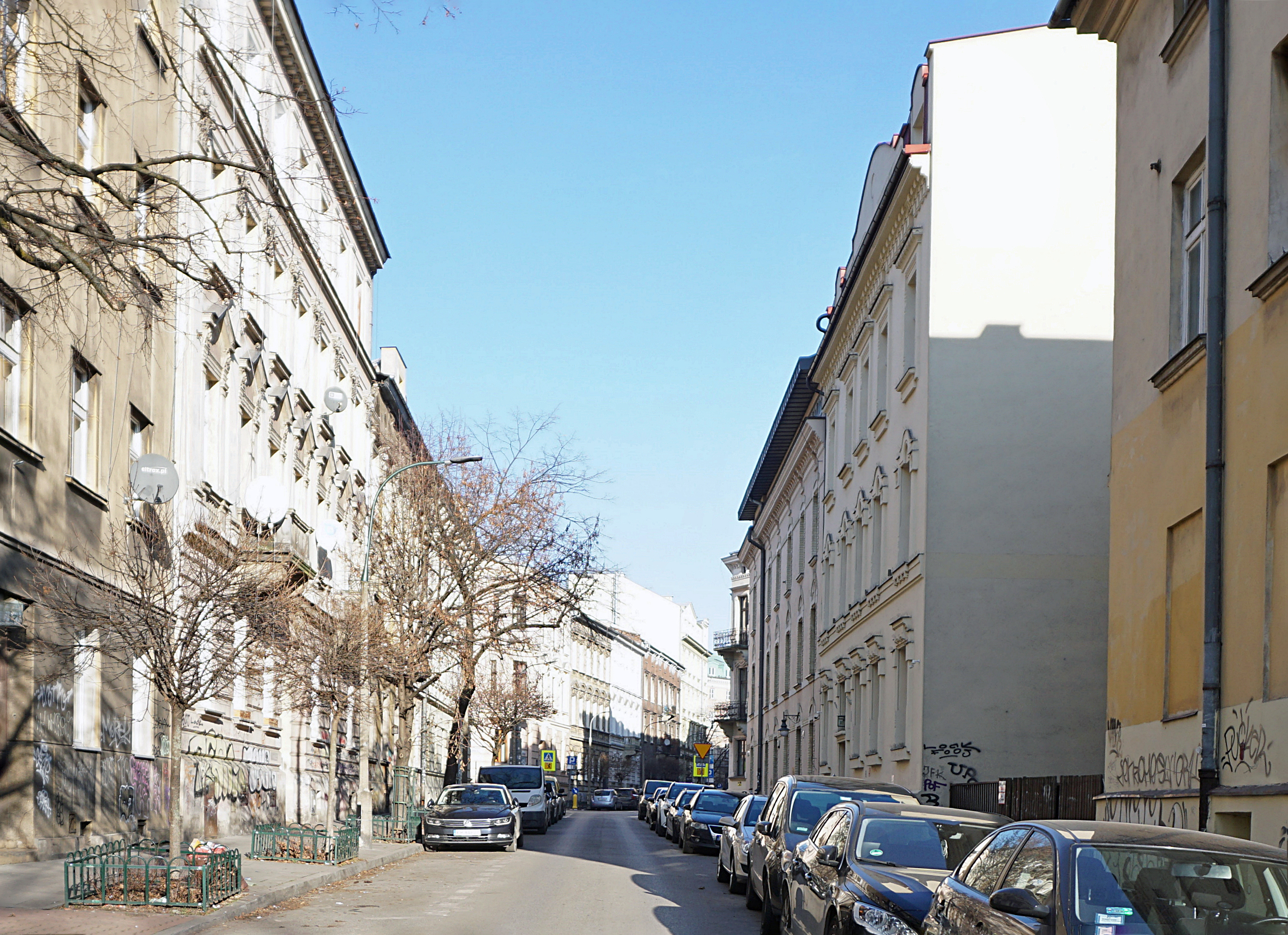
Widok na północ od skrzyżowania z ulicą Czarnowiejską
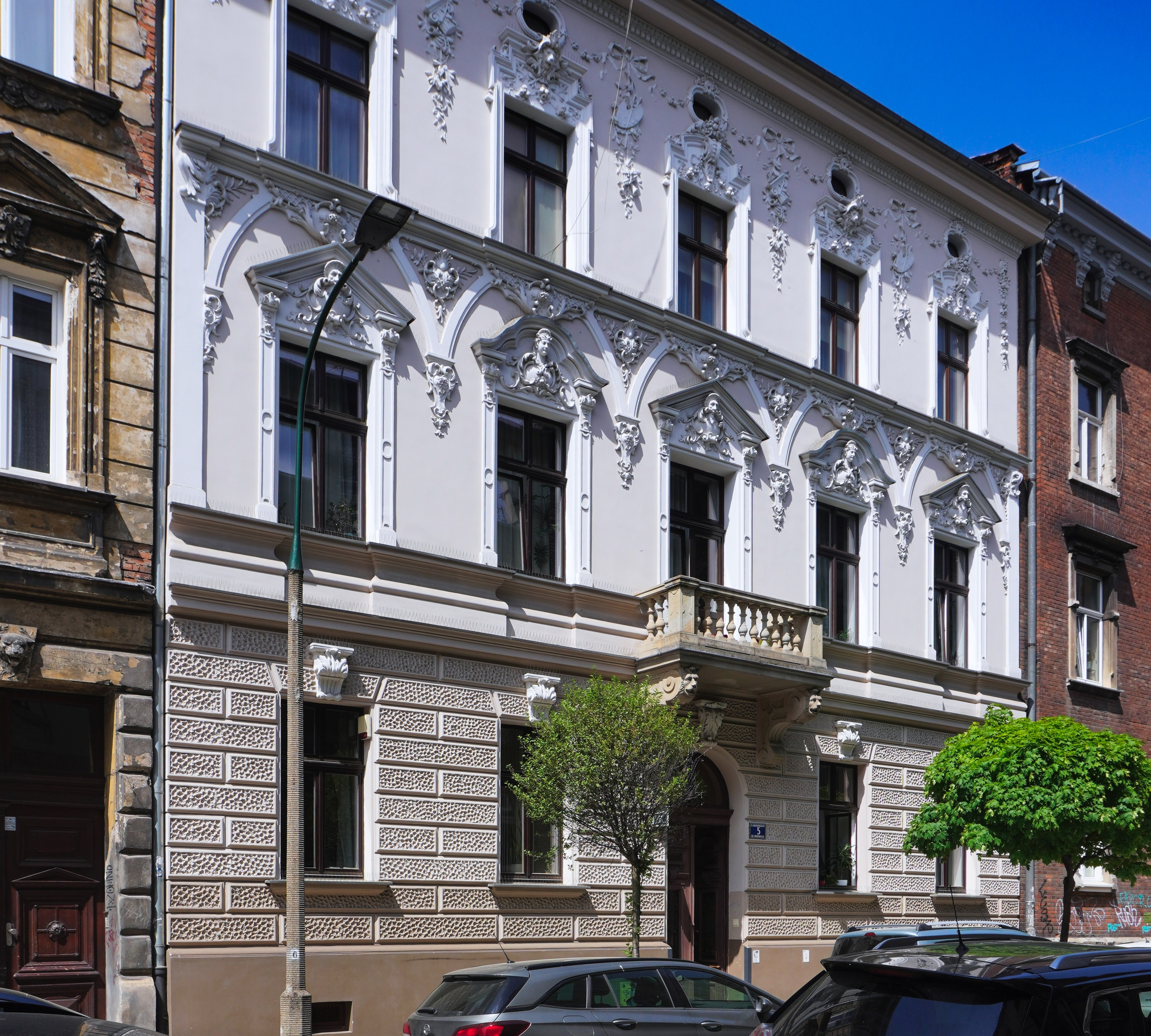
ul. Michałowskiego 5 Kamienica (proj. Aleksander Biborski, 1895)
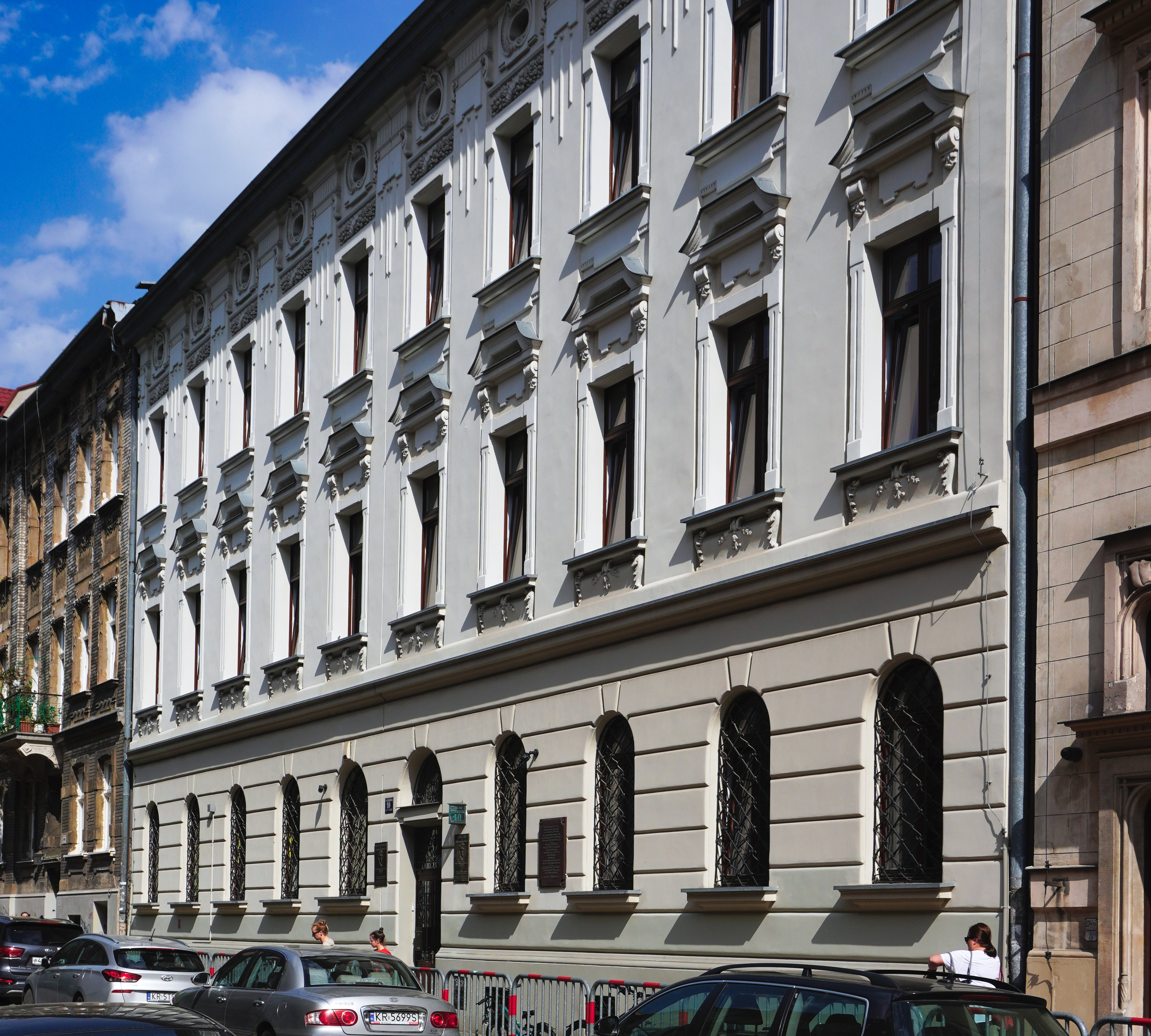
ul. Michałowskiego 8–10 Kamienica, obecnie szkoła podstawowa (proj. Beniamin Torbe, 1899–1900)
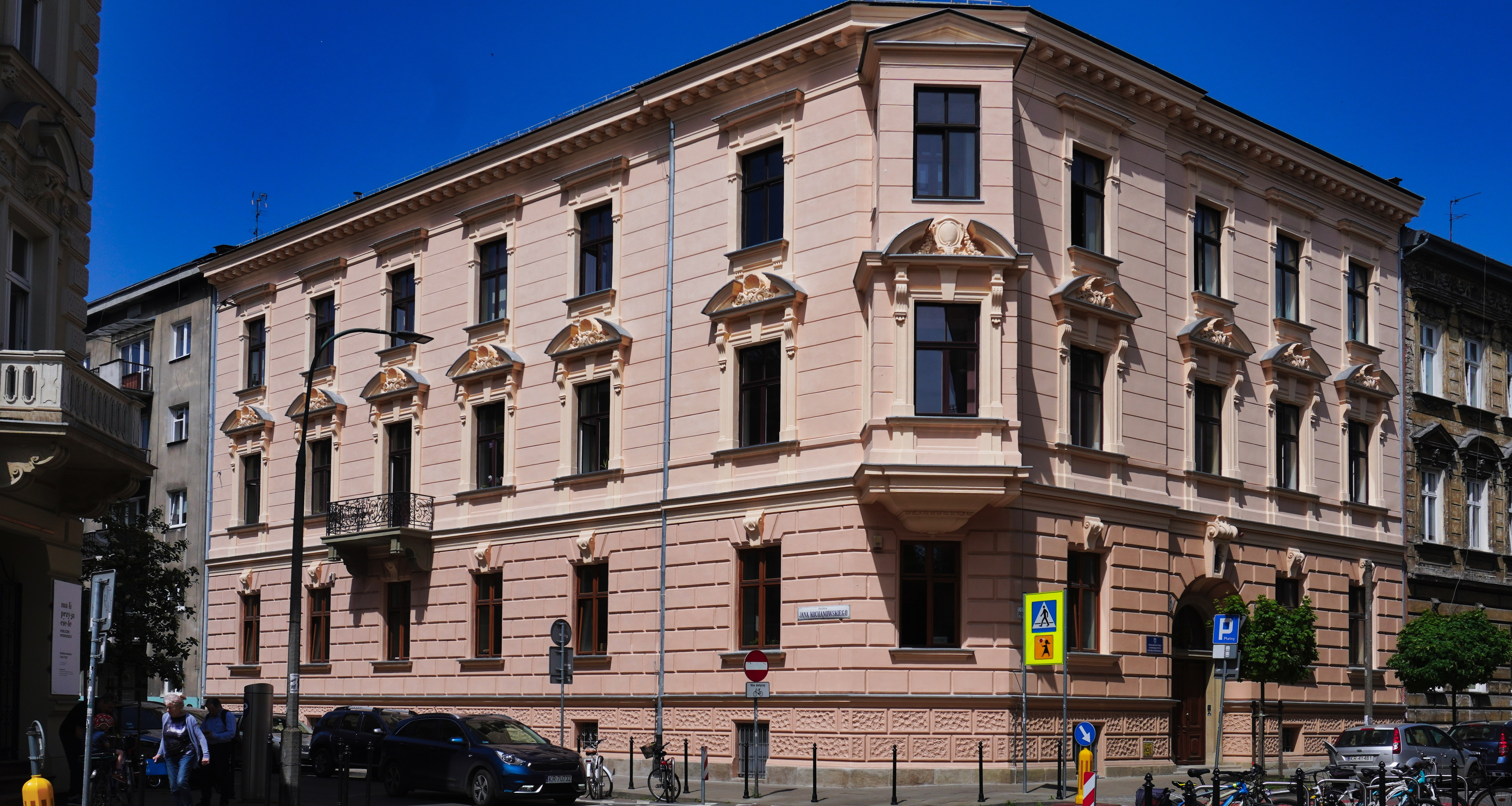
ul. Michałowskiego 9 (ul. Kochanowskiego 9) Kamienica, siedziba Wydawnictwa Uniwersytetu Jagiellońskiego (1899–1901)
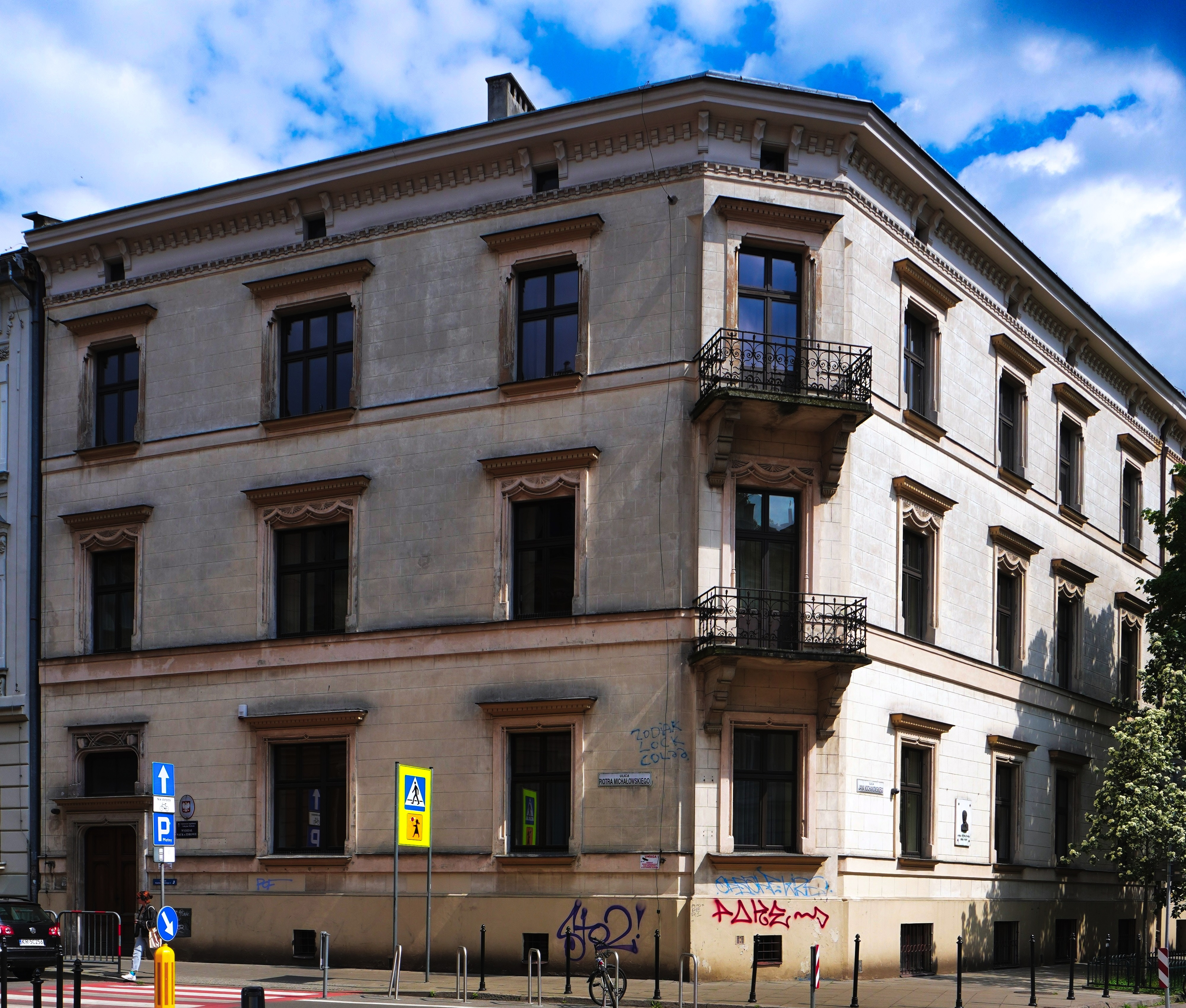
ul. Michałowskiego 12 (ul. Kochanowskiego 7) Kamienica, obecnie budynek Collegium Medicum Uniwersytetu Jagiellońskiego, Wydziału Nauk o Zdrowiu (proj. Kazimierz Zieliński, 1902)
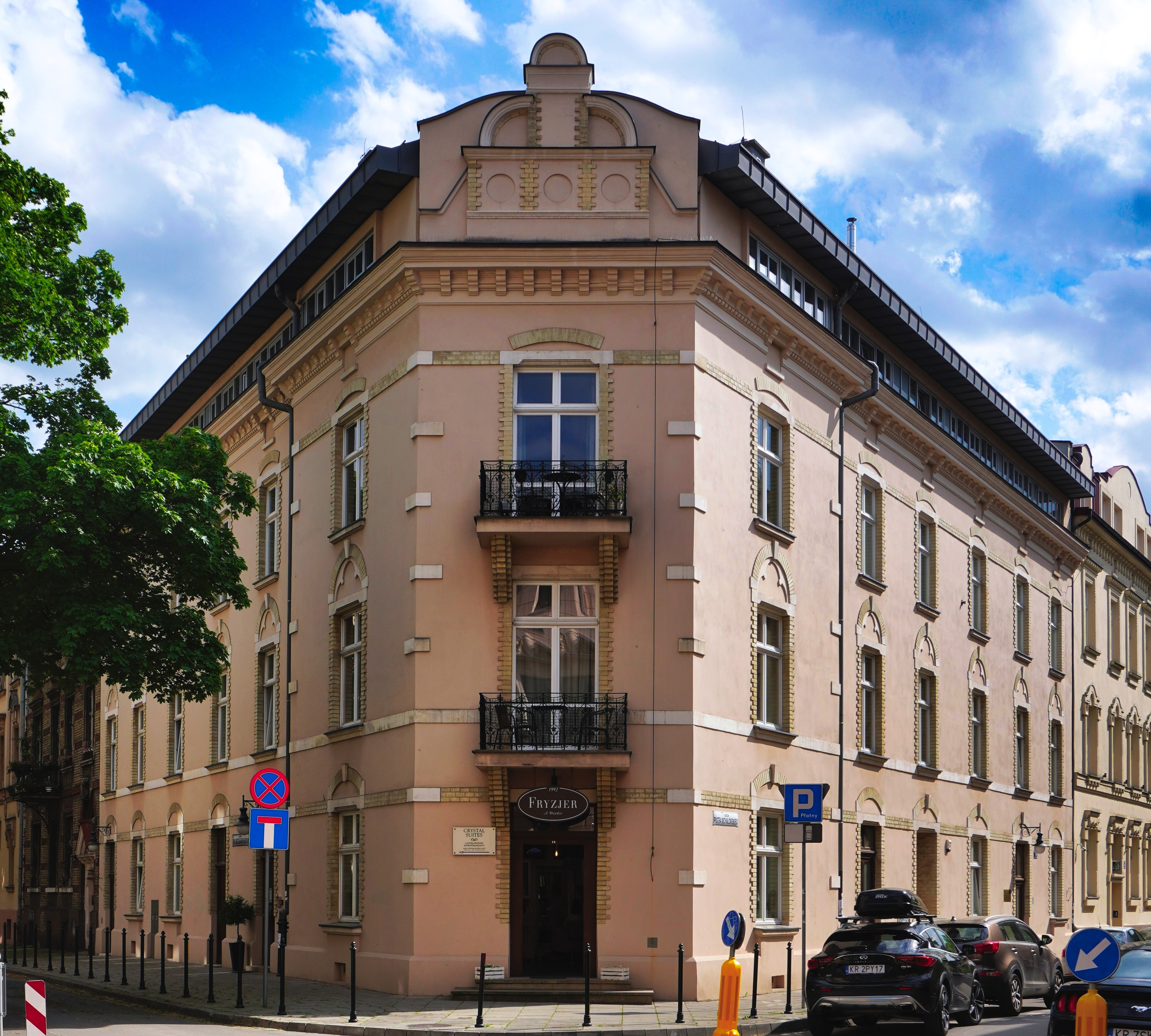
ul. Michałowskiego 14 (ul. Kochanowskiego 6) Kamienica (ok. 1910)
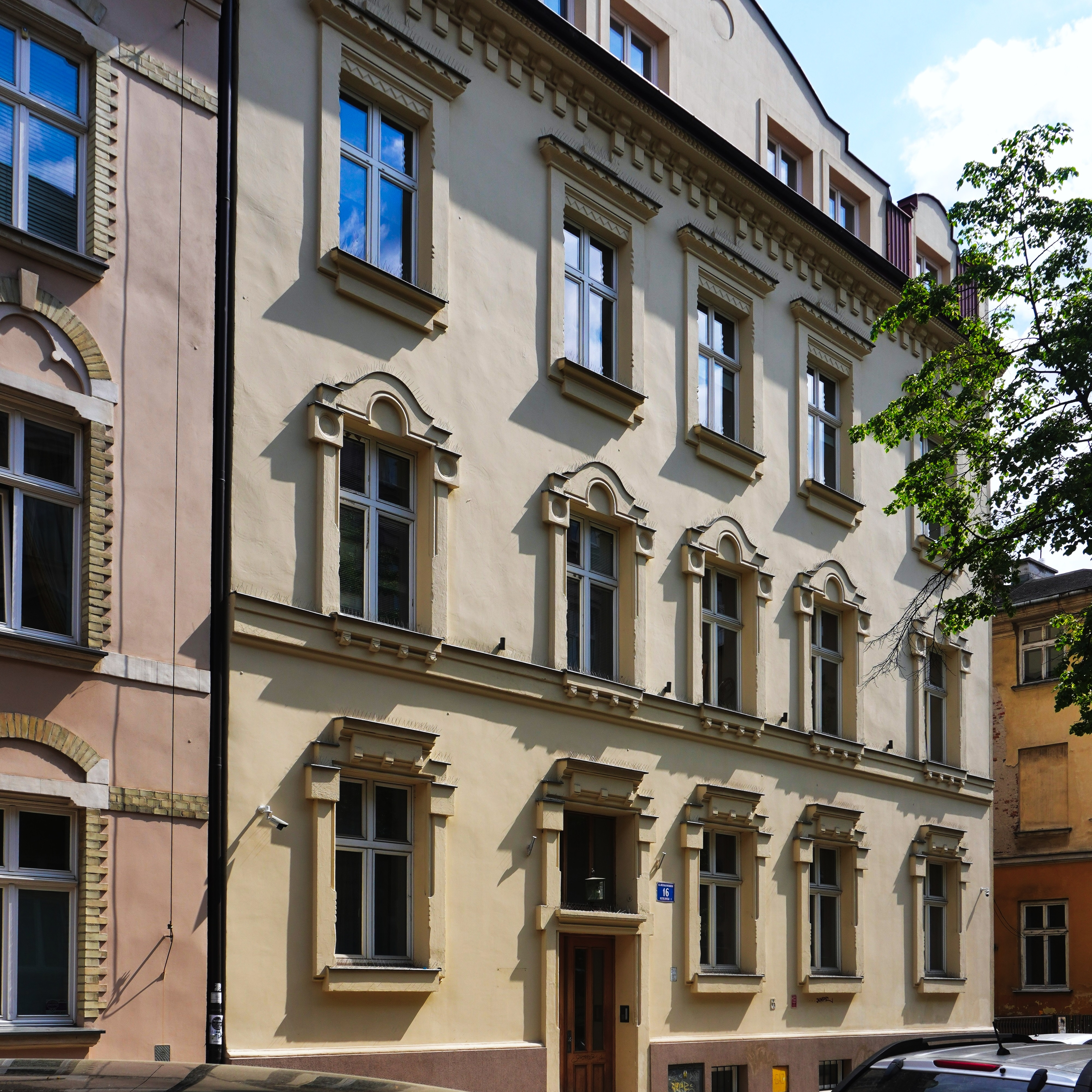
ul. Michałowskiego 16 Kamienica (ok. 1910)